# Yo La Tengo
Yo La Tengo — американський інді-рок гурт, заснований у 1984 році в Гобокені, штат Нью-Джерсі. З 1992 року до складу гурту входять Айра Каплан (гітари, фортепіано, вокал), Джорджія Хаблі (ударні, фортепіано, вокал) та Джеймс Макнью (бас-гітара, вокал). У 2015 році до гурту повернувся гітарист Дейв Шрамм, який взяв участь у записі чотирнадцятого альбому Stuff Like That There.

## Учасники гурту
Основними учасниками Yo La Tengo завжди були Айра Каплан та Джорджія Хаблі. У них було 14 басистів. Джеймс Макнью став бас-гітаристом з 1992 року, коли вийшов альбом May I Sing With Me.
Поточні
- Айра Каплан — основний та бек-вокал, гітара, клавішні (1984–дотепер)
- Джорджія Хаблі — барабани, основний та бек-вокал, перкусія, клавішні (1984–дотепер)
- Джеймс Макнью — бас, гітара, перкусія, клавішні, основний та бек-вокал (1992–дотепер)

Колишні
- Дейв Шрамм — соло-гітара (1985—1986, 2015)
- Дейв Рік — бас (1985)
- Майк Льюїс — бас (1985—1986)
- Стефан Віхневський — бас (1987—1989)

## Дискографія
Студійні альбоми
- Ride the Tiger (1986)
- New Wave Hot Dogs (1987)
- President Yo La Tengo (1989)
- Fakebook (1990)
- May I Sing with Me (1992)
- Painful (1993)
- Electr-O-Pura (1995)
- I Can Hear the Heart Beating as One (1997)
- And Then Nothing Turned Itself Inside-Out (2000)
- Summer Sun (2003)
- I Am Not Afraid of You and I Will Beat Your Ass (2006)
- Popular Songs (2009)
- Fade (2013)
- Stuff Like That There (2015)
- There's a Riot Going On (2018)
- We Have Amnesia Sometimes (2020)
- This Stupid World (2023)